# Milicia Catalana
Milicia Catalana (MC, en catalán: Milícia Catalana) fue un grupo armado nacionalista que actuó en Cataluña (España) desde 1985 hasta principios de la década de 1990. La irrupción de este grupo se intenta explicar por la aparición de manera paralela en España de otros grupos violentos de carácter ultraderechista que persiguen que la reinstauración de la democracia no suponga un auge irreversible de movimientos independentistas y/o izquierdistas.
En cierta manera, Milicia Catalana buscó jugar en relación con Terra Lliure un papel similar al del Batallón Vasco Español (BVE) con ETA en el País Vasco, con la finalidad de contrarrestar el terrorismo de corte independentista y desgastar estos movimientos políticos.
Con todo, los objetivos de este grupo eran fundamentalmente los locales de partidos y asociaciones relacionadas con el independentismo catalán (especialmente del Moviment de Defensa de la Terra, la expresión política más notoria del independentismo catalán extraparlamentario), pero también fueron objeto de sus ataques algunas clínicas donde se practicaban abortos (en 1989, la Clínica Dexeus sufrió desperfectos en la fachada por una explosión atribuida a Milicia Catalana), bares de ambiente y clubs de alterne. Del mismo modo, sufrieron las amenazas y la intimidación de este grupo colectivos de extrema izquierda y aquellos que satirizaban con el catolicismo, como es el caso de Els Joglars, compañía de teatro encabezada por Albert Boadella.
Esta preferencia por determinados blancos (centros catalanistas, clínicas abortistas, etc.) se explica por la ideología de la que bebía Milicia Catalana. A pesar de las informaciones que apuntaban a que esta organización recibió el apoyo e impulso de las fuerzas de seguridad españolas, (el independentismo catalán así lo ha denunciado en algunas ocasiones), Milicia distaba de ser un grupo despolitizado. De hecho, tanto este grupo terrorista como la organización que le ha sucedido, el Movimiento Patriótico Catalán, tenían las siguientes ideas-fuerza: unidad de España; respeto por la catalanidad - siempre desligada del pancatalanismo y del concepto de Países Catalanes; subordinación a la idea de nación española; defensa del catolicismo como única religión verdadera; vigencia de la moral católica tradicional a la hora de legislar y organizar la sociedad.
Hoy en día, Milicia Catalana ya no actúa a pesar de no haberse declarado como disuelta. Por lo que respecta al recuerdo de este nombre en la actualidad, hay un consenso general a la hora de constatar un gran desconocimiento sobre este por parte de la ciudadanía catalana, realidad que contrasta con el hecho de que la ya desaparecida Terra Lliure haya conseguido hacerse un hueco en el imaginario colectivo de gran parte de la sociedad, y especialmente de los sectores más independentistas. 